# Орчикский дендропарк
Орчикский дендропарк — дендрологический парк в Харьковской области, Зачепиловский район.
Дендрарий заложен в живописном уголке возле села Орчик в 1967 году работниками местного лесничества.
Сейчас в дендропарке произрастают более тридцати различных видов деревьев и кустарников, завезенных из других природно-климатических зон.